# Le Coureur
Pour plus de détails, voir Fiche technique et Distribution.
Le Coureur (en persan : دونده, Davandeh) est un film iranien réalisé par Amir Naderi, sorti en 1985.

## Synopsis
Amiro est un jeune orphelin qui grandit dans la ville pétrolière iranienne d'Abadan. Pour survivre, il travaille, et multiplie les petits métiers. Avec d'autres enfants des rues, il court, après des trains, dans la ville. Lui aime aussi appeler au loin les bateaux, en les suppliant de le prendre à bord, et les avions qui s'envolent. Amiro se rend compte que pour parvenir à exaucer ses rêves, il faut qu'il aille à l'école. 
Largement autobiographique, ce film d'Amir Naderi est un récit d'obsession et d'espoir. 

## Fiche technique
- Titre : Le Coureur
- Titre original : Davandeh
- Réalisation : Amir Naderi
- Scénario : Behrouz Gharibpour et Amir Naderi
- Production : Ali Reza Zarrin
- Photographie : Firooz Malekzadeh
- Pays d'origine :  Iran
- Genre : comédie dramatique
- Format : couleur - mono
- Durée : 120 minutes
- Dates de sortie : 
  - Iran : 1985
  - France : 12 novembre 1986

## Distribution
- Abbas Nazeri
- Majid Niroumand
- Musa Torkizadeh

## Distinction
- 1985 : Montgolfière d'or au Festival des trois continents[1].